# Vysočina Arena
Koordinaten: 49° 34′ 38,2″ N, 16° 3′ 12,1″ O
Die Vysočina Arena im tschechischen Nové Město na Moravě ist eine Trainings- und Wettkampfstätte für Biathlon und Langlauf.

## Daten

### Lage
Die Vysočina Arena befindet sich in der Region Vysočina nur wenige hundert Meter außerhalb der Stadt Nové Město na Moravě. Das Stadion liegt auf einer Höhe von 620 m, der höchste Punkt der Loipen auf 665 m und der niedrigste Punkt auf 610 m.

### Ausstattung
Das Stadion verfügt über eine A-Lizenz, die zur Durchführung von Biathlon-Weltcups sowie Weltmeisterschaften benötigt wird. Neben den für Biathlonstadien dieser Größenordnung üblichen Funktionsgebäude verfügt das Stadion über eine Flutlichtanlage, mit der große Teile der Strecke auch für Wettkämpfe bei einsetzender Dämmerung oder in der Nacht ausgeleuchtet werden können. In der Vysočina Arena ist man in der Lage, bis zu 15.000 m³ Kunstschnee pro Tag herzustellen.
Obwohl die Vysočina Arena laut IBU Platz für bis zu 14.000 Zuschauer bietet, beansprucht der Weltcup in Nové Město für sich, die höchsten Zuschauerzahlen des Winters zu haben. Der Veranstalter gibt an, dass bei den Wettkämpfen zum Teil über 35.000 Zuschauer vor Ort sind.

## Veranstaltungen

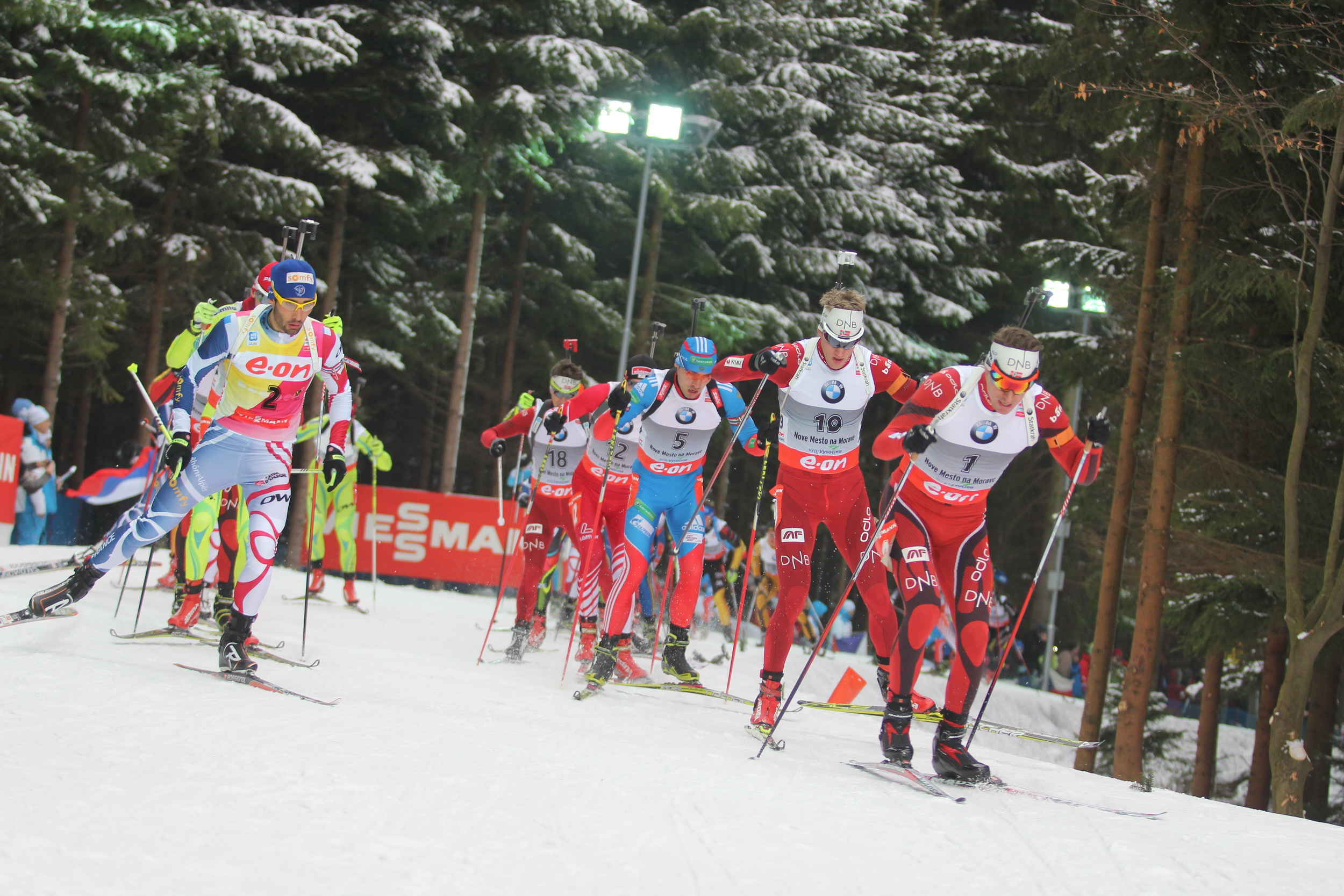
Massenstart der Herren bei der WM 2013

Die ersten internationalen Wettkämpfe fanden im Januar 2007 in der Vysočina Arena statt, als im Rahmen des IBU-Cups 2006/07 (damals noch Europacup) zwei Sprintrennen und ein Verfolgungsrennen veranstaltet wurden. Weitere IBU-Cups wurden 2009, 2010 und 2011 ausgerichtet. Nové Město war zudem Veranstaltungsort der Biathlon-Europameisterschaften 2008 und der Biathlon-Europameisterschaften 2014.
Der erste Biathlon-Weltcup fand vom 9. bis zum 15. Januar 2012 statt. Üblicherweise werden immer ein Jahr vor Biathlon-Weltmeisterschaften oder Olympischen Spielen mindestens ein Weltcup an dem Ort veranstaltet, wo später auch die Titelkämpfe stattfinden. Die Biathlon-Weltmeisterschaften 2013 fanden zwischen 6. und 17. Februar 2013 statt. Seitdem werden durchschnittlich alle zwei Jahre Weltcups durchgeführt. 2024 fanden erneut Weltmeisterschaften in der Vysočina Arena statt.
Zudem richtete Nové Město die Sommerbiathlon-Europameisterschaften 2009, die Biathlon-Juniorenweltmeisterschaften 2011 und die Sommerbiathlon-Weltmeisterschaften 2011 aus.

### Trainingszentrum
Die Vysočina Arena dient ganzjährig auch als Trainingszentrum für Biathlon und Langlauf. Für das Sommertraining ist ein Teil der Loipen asphaltiert, um diese auch mit Rollski nutzen zu können.